# Kajsa Vickhoff Lie
Kajsa Vickhoff Lie (Oslo, 20 de junio de 1998) es una deportista noruega que compite en esquí alpino.
Ganó dos medallas de bronce en el Campeonato Mundial de Esquí Alpino, en los años 2023 y 2025, ambas en la prueba de supergigante. En la Copa del Mundo consiguió una victoria y ocho podios en total.

## Palmarés internacional
| Campeonato Mundial | Campeonato Mundial           | Campeonato Mundial | Campeonato Mundial |
| Año                | Lugar                        | Medalla            | Prueba             |
| ------------------ | ---------------------------- | ------------------ | ------------------ |
| 2023               | Courchevel/Méribel (Francia) | Medalla de bronce  | Supergigante       |
| 2025               | Saalbach (Austria)           | Medalla de bronce  | Supergigante       |